# 芽囊原虫属
芽囊原蟲属（学名：Blastocystis）包含一些单细胞不等鞭毛类的寄生虫，一般在各种动物的胃肠道内生活造成芽囊原蟲感染（blastocystosis），在人类、牲畜、鸟类、鼠类、爬行类、两栖类、蟑螂体内都有分布。此類生物对宿主选择性不高，因此有多个（分类学上的）物种都可感染人类；按现有医学分类习惯，这些物种都可称作人芽囊原虫（Blastocystis hominis）。芽囊原蟲属的分類地位曾多次變化，最初因外型與酵母菌相似、缺乏偽足以及不能移動等特色而被認為是一類酵母菌，後來一度被歸為原生生物（孢子蟲綱，今屬頂複門），1996年的分子種系發生學研究將其歸為不等鞭毛類的一員。
芽囊原蟲可感染人類而導致芽囊原蟲病，此類生物感染人类甚多，在美国的感染率高达23%（2000年）。在发展中国家更高，尤其是塞內加爾河谷儿童全数受感染。此虫过去认为不致病（无症状感染者甚多），但二十一世纪起开始发现其可导致腹泻、疲劳等症状。流行病学观察认为此虫可能引发肠易激综合征。然而目前还缺乏对此虫致病性的决定性证据（健康人士感染后发病）。
此虫在人类中以粪口途径传播，主要是通过进食受粪便污染水、食物感染。离自来水厂够近，含氯充足的自来水不会导致感染。同一个家庭中的成人基本不会互相传播疾病，即使同居多年都还可能各自携带不同的芽囊原蟲。